# Сковронно-Дольне
Сковронно-Дольне (пол. Skowronno Dolne) — село в Польщі, у гміні Пінчів Піньчовського повіту Свентокшиського воєводства.
Населення — 256 осіб (2011).
У 1975-1998 роках село належало до Келецького воєводства.

## Демографія
Демографічна структура на день 31 березня 2011 року:
|          | Загалом | Допрацездатний вік | Працездатний вік | Постпрацездатний вік |
| -------- | ------- | ------------------ | ---------------- | -------------------- |
| Чоловіки | 127     | 28                 | 90               | 9                    |
| Жінки    | 129     | 22                 | 74               | 33                   |
| Разом    | 256     | 50                 | 164              | 42                   |